# 邺城佛造像博物馆
邺城佛造像博物馆位于河北省邯郸市临漳县，投资1亿元，建筑面积8700余平方米，同时也是中国首个佛造像主题博物馆。2012年开始建设，到2014年，建城开馆，该馆分为三部分，第一部分以佛教东渐为主题，分为汉晋十六国佛教与邺城和北魏佛教与邺城两个单元。第二部分以北朝中的东魏、北齐时期的邺城佛教为主题，分为东魏迁都和佛教中心东移和全盛的邺城佛教两个单元。第三部分以邺城佛学的衰与荣为主题，分为建德法难与邺城佛教的衰亡和邺下佛学流派影响深远两个单元。2012年，在邺城遗址内抢救发掘了一“海量”佛造像埋藏坑，一次性出土佛造像2895件(块)，其数量之多、品相之美、材质之高位居全国之首。